# Юлий (Фирцак)
Юлий Фирцак (укр. Юлій Фірцак, венг. Firczák Gyula; 22 августа 1836, Худлёво, Австрийская империя — 1 июня 1912, Ужгород, Австро-Венгрия) — епископ мукачевский с 17 декабря 1891 года по 1 июня 1912 год, русинский общественный деятель.

## Биография
Юлий Фирцак родился 22 августа 1836 года в селе Худлёво, Австро-Венгрия. Закончив Духовную сеинарию в Ужгороде, Юлий Фирцак продолжил обучение в Центральной богословской семинарии в Вене, которую закончил в 1859 году. 26 сентября 1861 года Юлий Фирцак был рукоположён в священника, после чего преподавал в догматику в Ужгородской духовной семинарии.
17 декабря 1891 года Святой Престол назначил Юлия Фирцака епископом Мукачева. 10 апреля 1892 года состоялось рукоположение Юлия Фирцака в епископа.
Для возрождения религиозной жизни в своей епархии Юлий Фирцак провёл два епархиальных Синода в 1897 и 1903 годах. На первом Синоде, который состоялся 30 сентября 1897 года были приняты решения, которые способствовали организации церковных учебных заведений и организаций. На втором Синоде, состоявшемся 8 — 12 сентября 1897 года были рассмотрены финансовые, благотворительные и пастырские вопросы. Во время этого Синода было решено обновить деятельность монашеского ордена василиан.
В 1895 году по благословению Юлия Фирцака была возобновлена деятельность культурно-просветительного «Общества святого Василия Великого», которым стал руководить ректор Ужгородской духовной семинарии священник Иван Яковлевич. На первом заседании это общества было решено издавать русинскую народную газету «Наука», первый номер которой вышел 5 мая 1897 года. В 1899 году «Общество святого Василия Великого» приобрело собственную типографию, которая стала издавать учебные пособия для начальных школ.
В начале 1897 года епископ Юлий Фирцак выпустил «Меморандум о развитии и повышении уровня духовной и материального жизни русского народа в северо-восточных Карпатах и Рутении», который вызвал ответную реакцию австро-венгерского министерства сельского хозяйства, назначившего ирландского экономиста Эдмунда (Эде) Эгана ответственным за развитие экономики в Закарпатье.
Культурно-просветительская деятельность Юлия Фирцака среди русинов, а также его политика, препятствовавшей мадьяризации богослужения, вызывали критику в венгерских средства массовой информации. Юлия Фирцака обвиняли в поддержке панславизма.
Юлий Фирцак был инициатором упорядочивания церковного пения. Он поручил регенту церковного хора кафедрального собора Ивану Бокшаю собрать и записать народные религиозные песнопения, чтобы из них составить сборник богослужебного пения, обязательный ля всех приходов мукачевской епархии. В результате деятельности Ивана Бокшая в 1906 году вышел в свет издание «Церковное Простопђние». Поуказу Юлия Фирцака «Церковное Простопђние» стало стандартным сборником церковного песнопения во всех приходах Закарпатья.
Юлий Фирцак скончался 1 июня 1912 года в Ужгороде.